# Katrin Adlkofer
Katrin Adlkofer (Múnich, RFA, 5 de septiembre de 1966) es una deportista alemana que compitió para la RFA en vela en la clase 470.
Ganó cuatro medallas en el Campeonato Mundial de 470 entre los años 1879 y 1996, y tres medallas en el Campeonato Europeo de 470 entre los años 1993 y 1996.
Participó en dos Juegos Olímpicos de Verano, Seúl 1988 y Atlanta 1996, ocupando el quinto lugar en ambas ocasiones en la clase 470.

## Palmarés internacional
| \| Representando a la RFA \| \| \| \| \| Campeonato Mundial \| \| \| \| \| Año \| Lugar \| Medalla \| Clase \| \| 1987 \| Kiel (RFA) \| Medalla de oro \| 470 \| \| 1989 \| Tsu (Japón) \| Medalla de oro \| 470 \| \| Representando a Alemania \| \| \| \| \| Campeonato Mundial \| \| \| \| \| Año \| Lugar \| Medalla \| Clase \| \| 1994 \| Helsinki (Finlandia) \| Medalla de plata \| 470 \| \| 1996 \| Porto Alegre (Brasil) \| Medalla de plata \| 470 \| \| Campeonato Europeo \| \| \| \| \| Año \| Lugar \| Medalla \| Clase \| \| 1993 \| Breitenbrunn (Austria) \| Medalla de plata \| 470 \| \| 1994 \| Röbel (Alemania) \| Medalla de bronce \| 470 \| \| 1996 \| Isla Haying (Reino Unido) \| Medalla de plata \| 470 \| |                           |                   |       |
| Representando a la RFA |                           |                   |       |
| Campeonato Mundial |                           |                   |       |
| Año | Lugar                     | Medalla           | Clase |
| 1987 | Kiel (RFA)                | Medalla de oro    | 470   |
| 1989 | Tsu (Japón)               | Medalla de oro    | 470   |
| Representando a Alemania |                           |                   |       |
| Campeonato Mundial |                           |                   |       |
| Año | Lugar                     | Medalla           | Clase |
| 1994 | Helsinki (Finlandia)      | Medalla de plata  | 470   |
| 1996 | Porto Alegre (Brasil)     | Medalla de plata  | 470   |
| Campeonato Europeo |                           |                   |       |
| Año | Lugar                     | Medalla           | Clase |
| 1993 | Breitenbrunn (Austria)    | Medalla de plata  | 470   |
| 1994 | Röbel (Alemania)          | Medalla de bronce | 470   |
| 1996 | Isla Haying (Reino Unido) | Medalla de plata  | 470   |